# Dorfkirche Reesdorf (Beelitz)

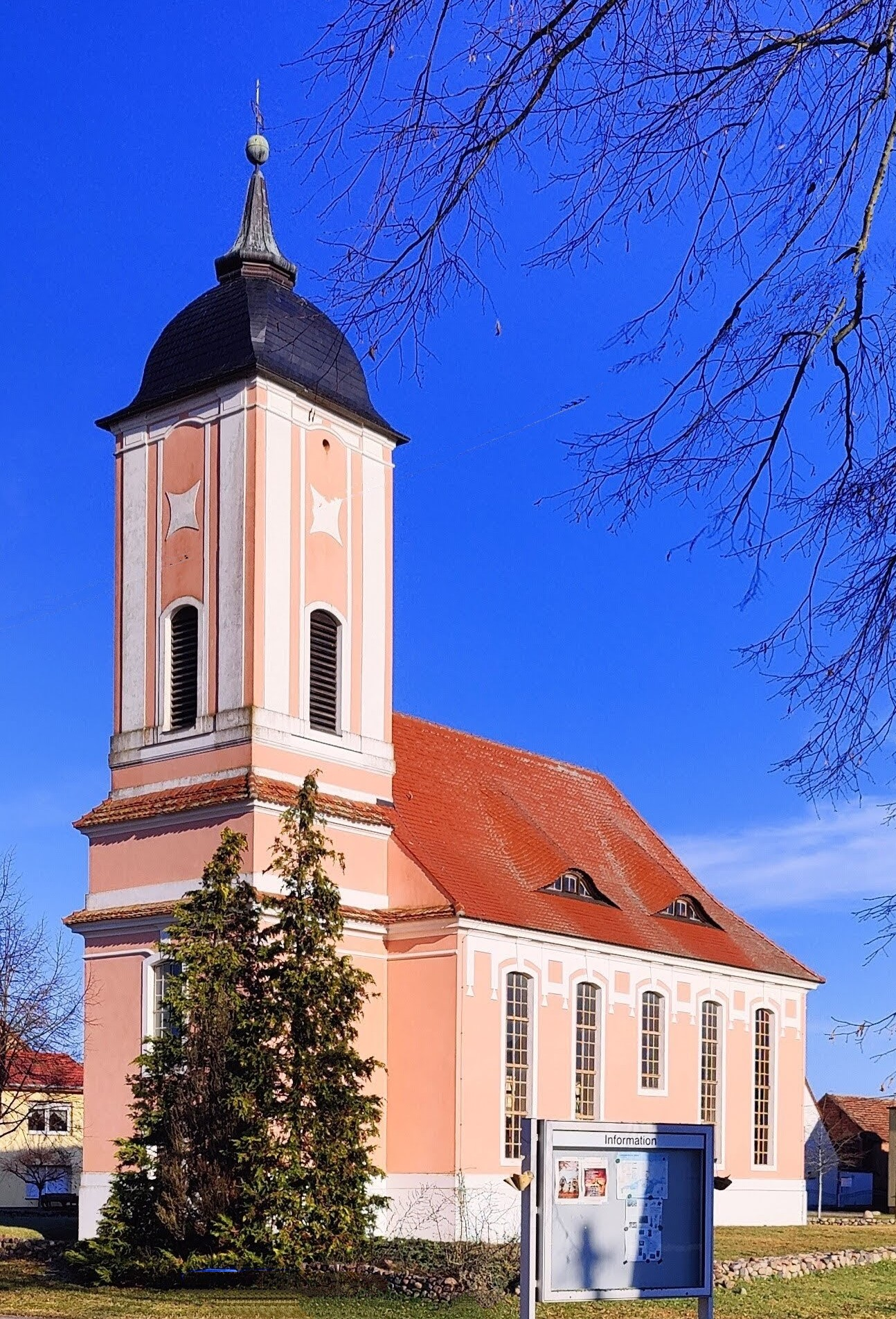
Dorfkirche Reesdorf

Die evangelische Dorfkirche Reesdorf ist eine barocke Saalkirche in Reesdorf, einem Ortsteil der Stadt Beelitz im Landkreis Potsdam-Mittelmark im Land Brandenburg. Die zugehörige Kirchengemeinde gehört zum Kirchenkreis Mittelmark-Brandenburg der Evangelischen Kirche Berlin-Brandenburg-schlesische Oberlausitz.

## Lage
Reesdorf wurde als Rundangerdorf angelegt. Die Kirche steht im Mittelpunkt dieser Anordnung auf einem leicht erhöhten Hügel, der mit Feldsteinen abgestützt ist. Das gesamte Ensemble einschließlich der umliegenden Häuser steht unter Denkmalschutz.

## Geschichte

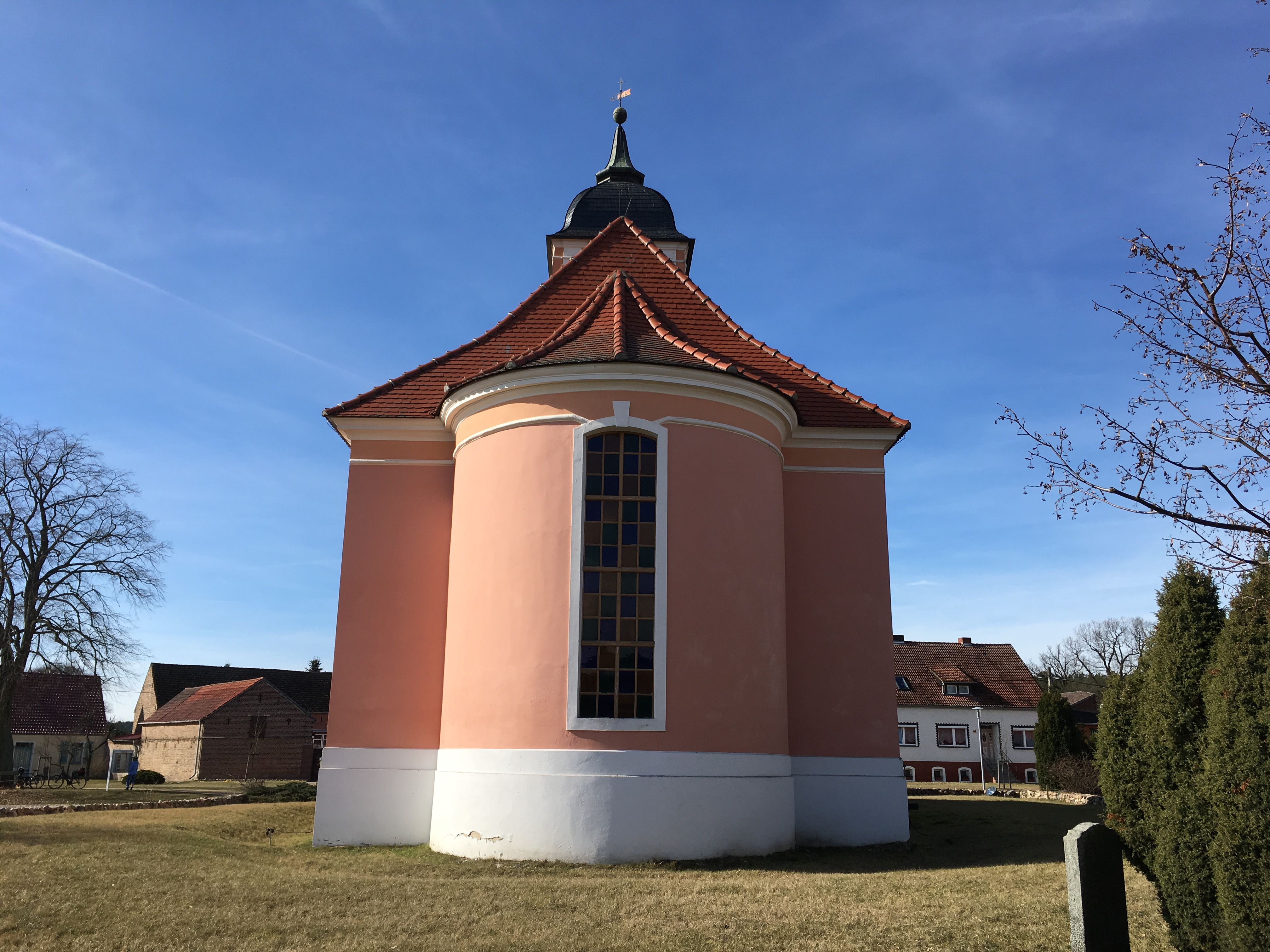
Ansicht von Osten

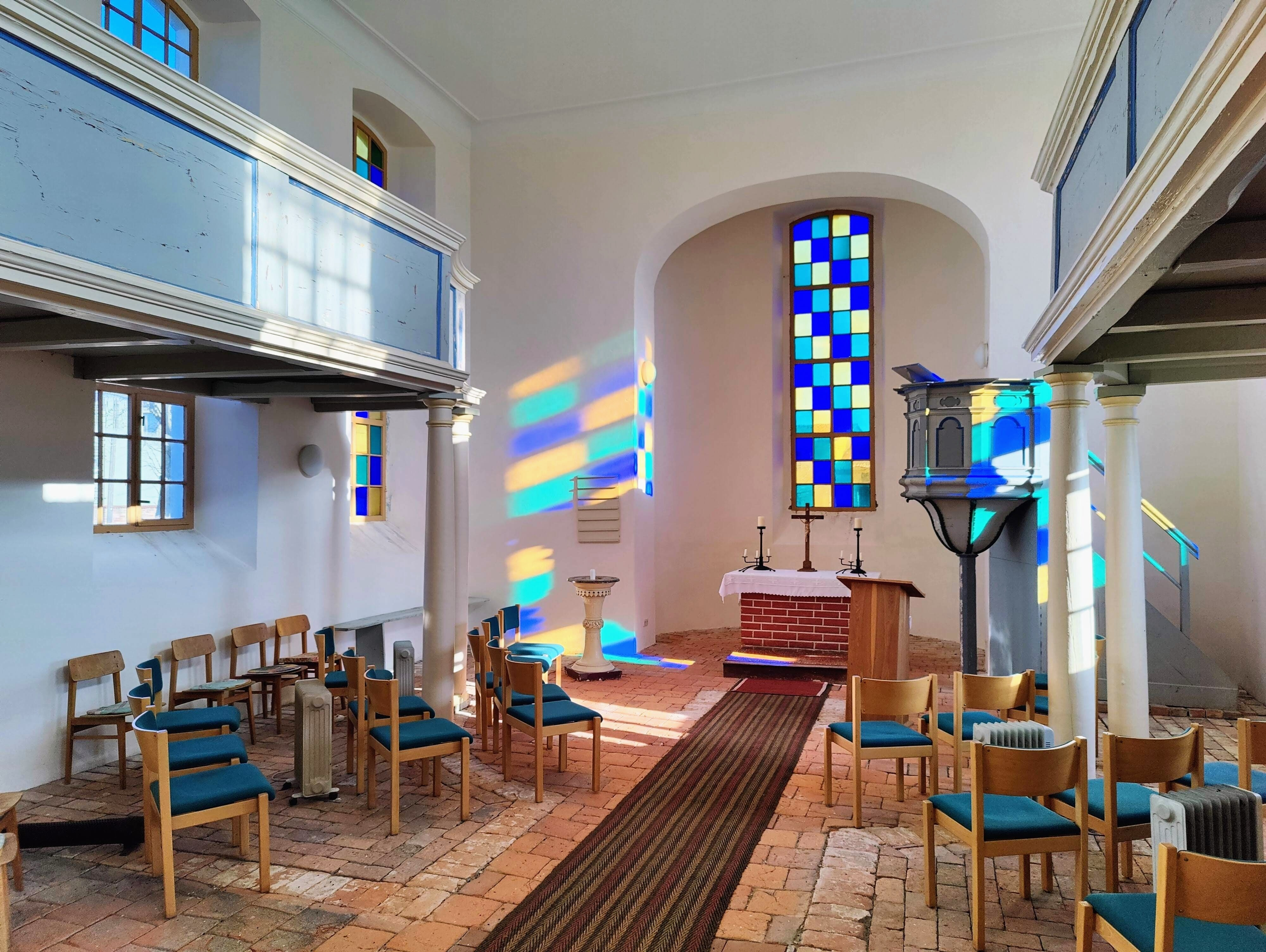
Innenraum (2023)

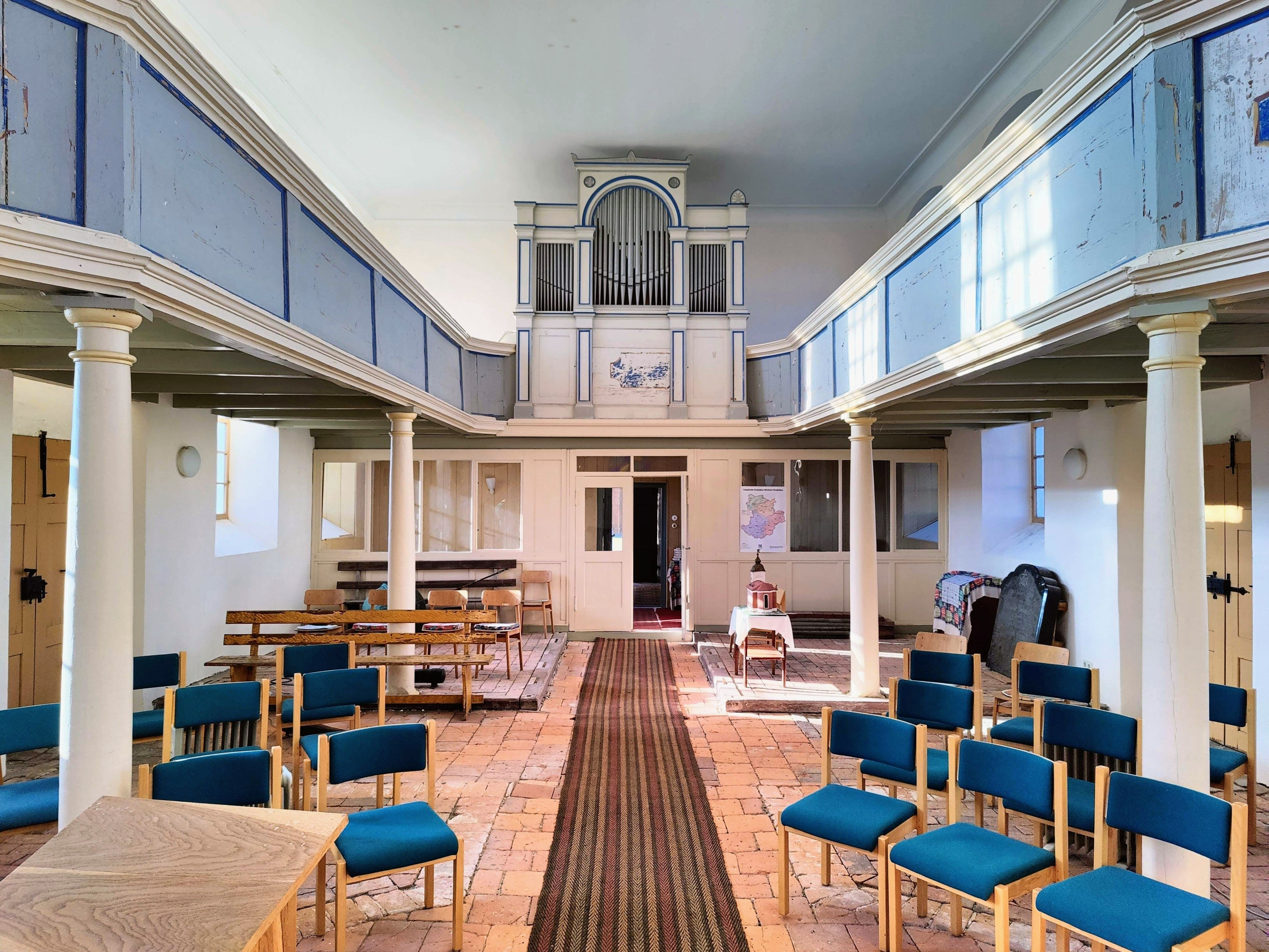
Innenraum, Blick zur Orgel

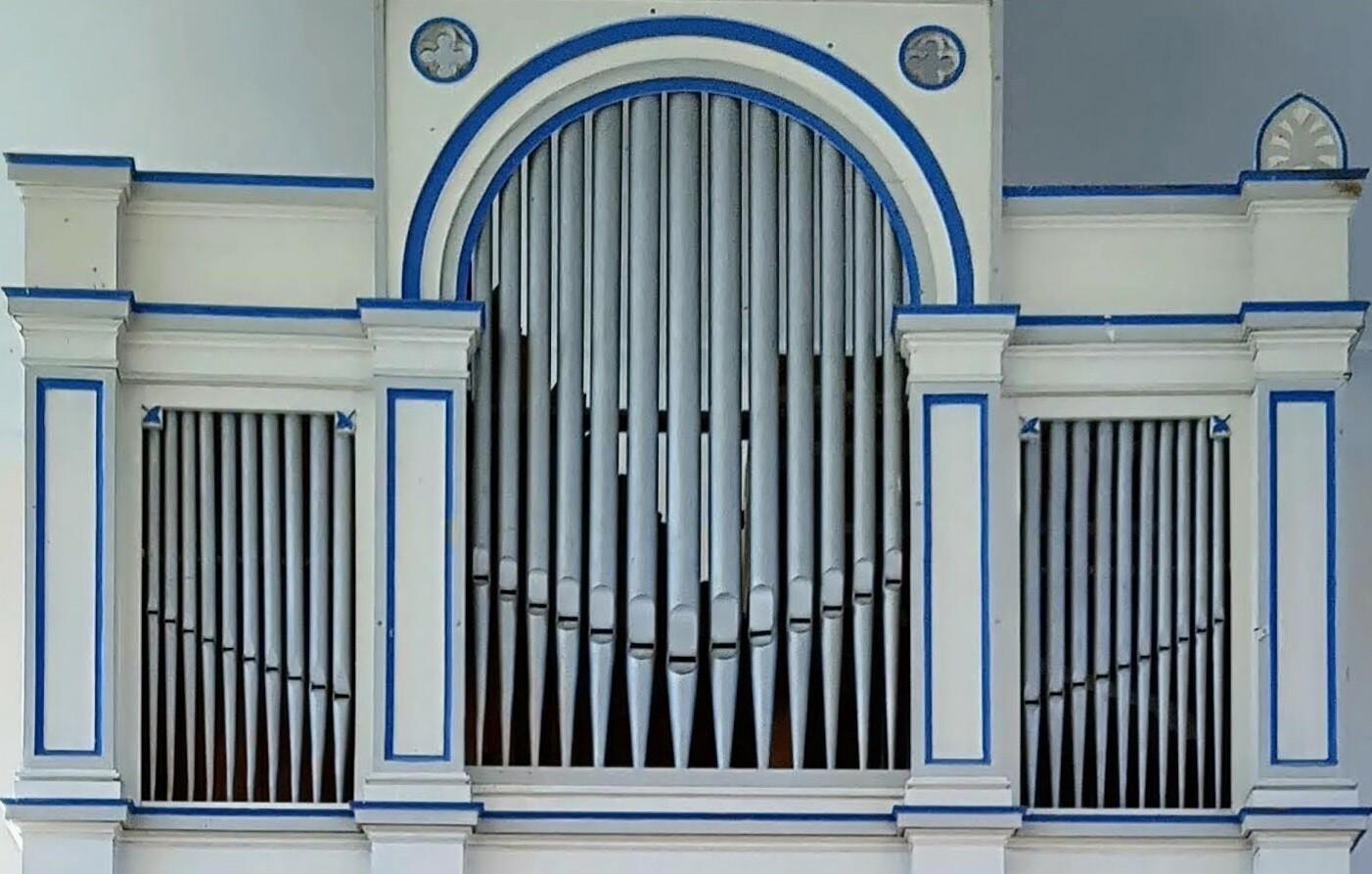
Orgelprospekt

Überlieferungen zufolge existierte um 1586 bereits ein recht einfacher Vorgängerbau in der Mitte des Dorfes. Friedrich II. (1712–1786) soll bei einer Reise durch das Dorf auf diesen Bau aufmerksam geworden sein und einen prächtigeren Neubau angeregt haben. 1775 errichtete die Kirchengemeinde den Sakralbau.

## Baubeschreibung
Das Bauwerk besitzt eine runde Apsis, in die nach Osten hin ein hohes Stichbogenfenster eingelassen ist. Diese Form findet sich auch an den vier gleich hohen Fenstern an der nördlichen und südlichen Seite des Kirchenschiffs wieder. Ein kleineres, hoch gesetztes Fenster ist über einem schmalen, rechteckigen Mittelportal auf beiden Seiten des Schiffs, so dass eine symmetrische Gliederung über die gesamte Fassade entsteht. Die Wände sind flächig verputzt; der Sockel ist dabei in Weiß gehalten, das übrige Bauwerk in einem pastellfarbenen, warmen Ton gestrichen. Oberhalb der Fenster ist im Bereich der Apsis und des Turms ein umlaufendes Gesims, dessen Form durch einen weißen Anstrich hervorgehoben wird. Die Seiten des Kirchenschiffs sind oberhalb und zwischen den Fenstern mit ebenfalls weiß gestrichenen Guttae verziert. Der quadratische und eingezogene Westturm nimmt diese Formensprache auf. Im Erdgeschoss ist an der Westseite ein Portal, darüber ein Fenster, das die Höhe der Fenster aus den Mittelportalen aufnimmt. In Höhe der Traufe des Kirchenschiffs ist am Turm ein umlaufendes Gesims. Ein weiteres schafft den Übergang zum mit Lisenen verzierten Turm, in dem an den drei sichtbaren Seiten je eine segmentbogenförmige Klangarkade zu sehen ist. Oberhalb einer sternförmigen Verzierung folgt eine geschweifte Haube, die von einer Turmkugel mit Wetterfahne und Kreuz abgeschlossen wird. Das Dach ist mit schwarzem Schiefer gedeckt; die übrigen Dachflächen mit rotem Biberschwanz. An der Nord- und Südseite sind je zwei Fledermausgauben eingebaut.

## Ausstattung
Die polygonale Kanzel sowie die Hufeisenempore stammen aus der Bauzeit der Kirche. Das Kirchenschiff sowie die Apsis sind flach gedeckt und mit einer Voute verziert.

## Orgel
Die Orgel mit sechs Registern auf einem Manual und Pedal wurde 1888 von Adam Eifert erbaut. Die Disposition lautet:
| I Manual C–f3   |       |
| Principal       | 8′    |
| Bordun          | 8′    |
| Harmonika       | 8′    |
| Octave          | 4′    |
| Rauschquinte II | 2 ⁄3′ |

| Pedal C–d1 |     |
| Subbaß     | 16′ |

- Koppel: I/P
- Calcant, Windablass

Nordwestlich des Bauwerks steht auf der Erhöhung ein Findling mit den Namen der Gefallenen aus dem Ersten Weltkrieg.